# Berliner Kindl
 (mars 2021).
Si vous disposez d'ouvrages ou d'articles de référence ou si vous connaissez des sites web de qualité traitant du thème abordé ici, merci de compléter l'article en donnant les références utiles à sa vérifiabilité et en les liant à la section « Notes et références ».

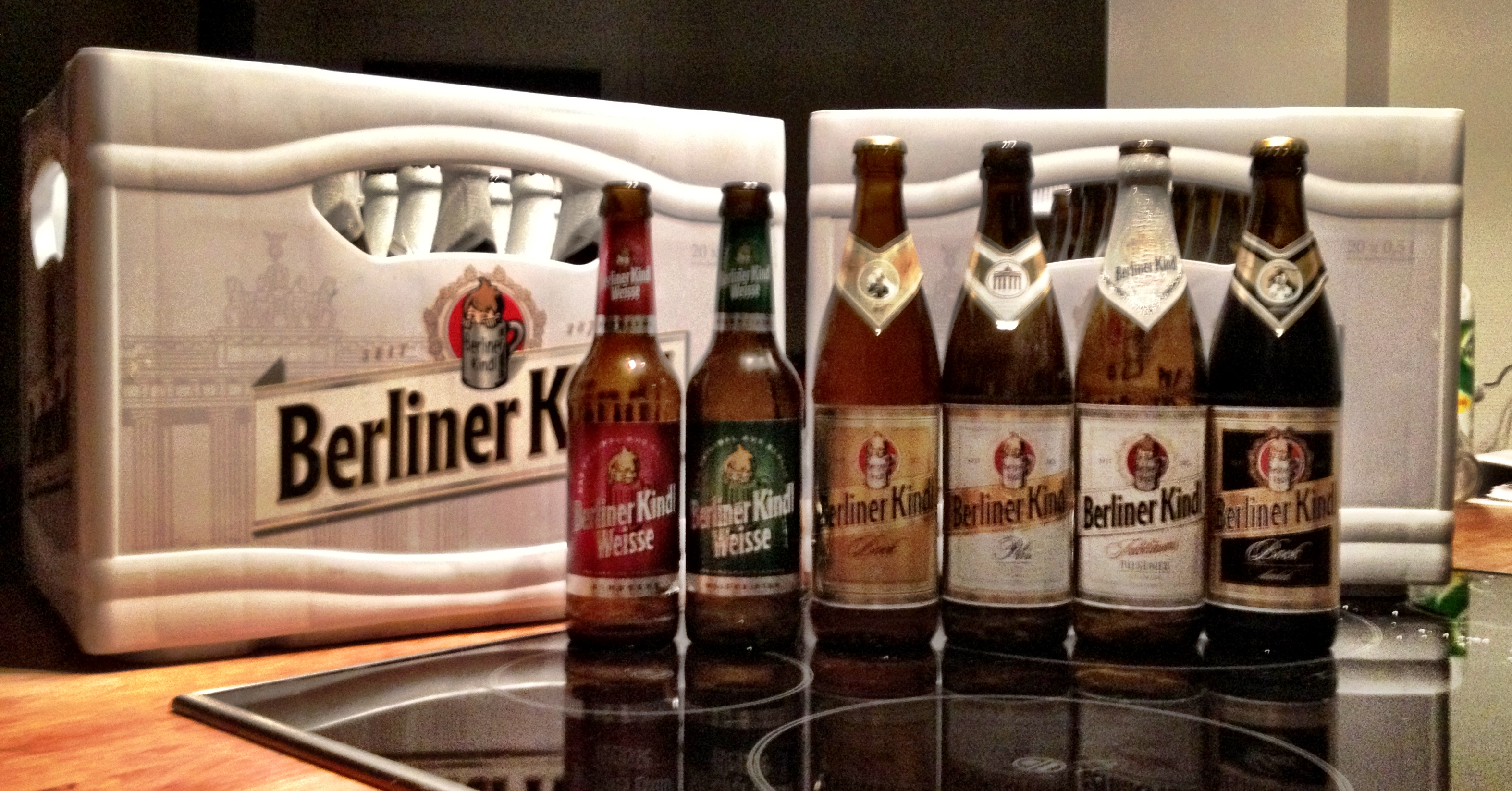

Berliner Kindl est une marque de bière allemande de type pilsner.
Produite à partir de 1872 par la brasserie Vereinsbrauerei Berliner Gastwirte zu Berlin AG à Berlin-Rixdorf et renommée en 1910 Berliner Kindl Brauerei-Aktiengesellschaft, elle est désormais brassée à Berlin-Alt-Hohenschönhausen dans la brasserie Berliner-Kindl-Schultheiss qui fait partie du groupe Radeberger.
Elle est reconnaissable depuis 1907 à son logo du Goldjunge im Krug représentant un garçon sortant d'une chope.